# Garrett Davis

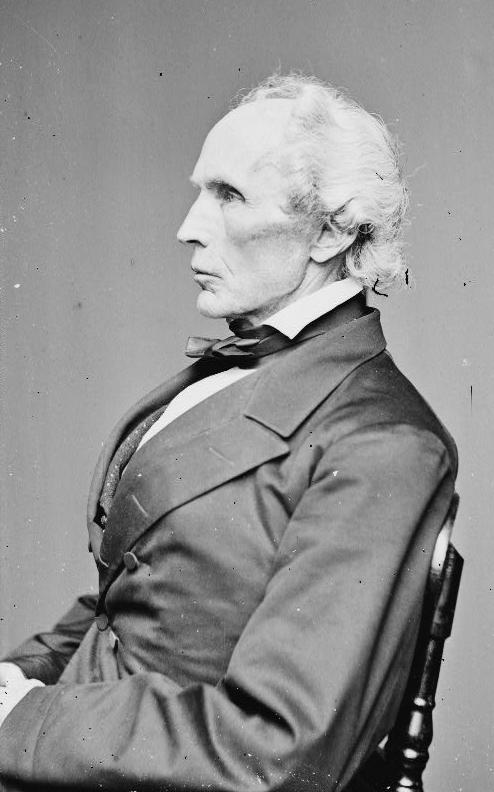
Garrett Davis

Garrett Davis (* 10. September 1801 in Mount Sterling, Montgomery County, Kentucky; † 22. September 1872 in Paris, Kentucky) war ein US-amerikanischer Politiker, der den Bundesstaat Kentucky in beiden Kammern des Kongresses vertrat.

## Leben
Nach Abschluss seiner Schulausbildung erhielt Garrett Davis eine Anstellung in der Verwaltung des Montgomery County; später wechselte er in gleicher Funktion ins Bourbon County. Er wurde 1823 nach vollendetem Jura-Studium in die Anwaltskammer aufgenommen und begann in Paris, dem Verwaltungssitz des Bourbon County, zu praktizieren.
Sein erstes politisches Mandat hatte er als Abgeordneter im Repräsentantenhaus von Kentucky zwischen 1833 und 1835 inne. 1838 wurde er für die Whigs ins US-Repräsentantenhaus gewählt, dem er vom 4. März 1839 bis zum 3. März 1847 angehörte; dort war er unter anderem Vorsitzender des Ausschusses für die Territorien (Committee on Territories).
1846 entschied sich Davis gegen eine erneute Kandidatur, um stattdessen wieder als Anwalt sowie in der Landwirtschaft tätig zu werden. Mehrere Angebote, in die Politik zurückzukehren, schlug er aus: die Nominierung als Vizegouverneur von Kentucky 1848, die ihm angetragenene Kandidatur als Gouverneur durch die American Party 1855 und schließlich die Option, der Kandidat dieser Partei für die US-Präsidentschaft im Jahr 1856 zu werden.
Als Gegner der Sezession kehrte Davis 1860 ins politische Geschehen zurück. Im folgenden Jahr wurde er als Kandidat der Constitutional Union Party, eines Zusammenschlusses früherer Whig- und American-Party-Mitglieder, in den US-Senat gewählt; nach dem Zerfall dieser Partei begann er seine zweite Amtsperiode als Demokrat. Davis starb 1872 im Amt.